# Molendoa
Molendoa là một chi rêu trong họ Pottiaceae.